# Porno Holocaust
Porno Holocaust és una pel·lícula de terror i de sexplotació de 1981 dirigida per Joe D'Amato i escrita per Tito Carpi sota el pseudònim de «Tom Salina». L'ajudanta de direcció va ser Donatella Donati. Rodada a Santo Domingo i als seus voltants, va ser una de les primeres pel·lícules italianes estrenades comercialment que contenien pornografia dura. El títol està inspirat en Holocaust caníbal.

## Argument
Un grup de científics és portat a una illa aïllada on es van fer proves d'armes nuclears el 1958, a fi d'investigar els albiraments d'animals mutats i d'un suposat monstre. A l'illa els investigadors i la tripulació del vaixell són perseguits i espiats per un ésser invisible. Després de tenir relacions sexuals amb la seva dona, el professor Keller va a nedar i és ofegat pel monstre, que després viola i mata la dona de Keller.

## Producció
Després de filmar Papaya dei Caraibi i Duri a morire a Santo Domingo entre maig i setembre de 1978, el director Joe D'Amato va començar a filmar Porno Holocaust, Paradiso blu, Sesso nero, Orgasmo nero, Hard sensation i Le notti erotiche dei morti viventi al mateix lloc el juliol de 1979. Les pel·lícules es van estrenar als cinemes italians del maig de 1980 al gener de 1981 i van compartir intèrprets, localitzacions i elements de la trama, a més de reutilitzar imatges i preses de les altres pel·lícules. 
Porno Holocaust va ser una de les tres pel·lícules de D'Amato produïdes per la companyia Kristal Film de Franco Gaudenzi, juntament amb Porno esotic love i Hard sensation. També va ser la pel·lícula amb la major quantitat de sexe explícit, aproximadament una tercera part de la seva durada total. Entre el repartiment hi ha el dissenyador de producció Ennio Michettoni que va aparèixer sense acreditar en el paper del periodista Benoît.

## Acollida
Porno Holocaust es va estrenar a Itàlia el 9 de febrer de 1981 al cinema Bellini de Caltanissetta. En els seus primers cinc anys als cinemes italians la pel·lícula va facturar 357.173.233 lires. La pel·lícula també es va distribuir a altres llocs com França el gener de 1982 amb el títol de Blue holocaust i a Espanya com a Holocausto porno el març de 1984, on la pel·lícula va comptar amb 34.292 espectadors.
El 2004, el crític de cinema Gordiano Lupi en el seu llibre sobre D'Amato va afirmar que la pel·lícula era «boja i visionària» i la va considerar com la millor pel·lícula del període caribeny de D'Amato. La pel·lícula és «exasperantment lenta» i la interpretació és inferior a l'habitual, però aquestes debilitats la converteixen en una mena de «cinema casolà de l'extrem». Va escriure que les escenes de pornografia dura estaven «ben ateses» i «realitzades amb artesania i esperit pioner», tenint en compte que aquestes eren les primeres d'aquest tipus al cinema italià.